# Балач, Райко
Райко Балач (серб. Рајко Балаћ, 12 февраля 1941 года, Машичи, Королевство Югославия — 4 ноября 1994 года, Западная Босния) — югославский и сербский генерал и военный деятель, военачальник Войска Республики Сербской в годы войны в Боснии и Герцеговине.

## Биография
Райко Балач родился в 1941 году в селе Машичи в общине Градишка в крестьянской семье. Основную школу окончил в 1956 году, после чего поступил в Подофицерскую школу Югославской народной армии, по специальности «артиллерия». Обучение в ней закончил в 1959 году. В 1965 году завершил обучение в Военной академии Сухопутных войск, в 1970 году — в Командно-штабной школе тактики, а в 1988 году — в Командно-штабной школе обороны.
В Югославской народной армии служил в гарнизонах Скопья, Кичева, Куманова, Штипа и Лесковаца. В Лесковаце служил на должности начальника артиллерии в штабе корпуса.
3 сентября 1992 года присоединился к Войску Республики Сербской. Был назначен на должность начальника артиллерии в Главном штабе ВРС, а затем возглавил Центр военных школ. 1 ноября 1994 года ему было присвоено звание генерал-майора. Три дня спустя он погиб во время контрнаступления сербских войск на Бихачский карман, в рамках которого командовал сводным подразделением курсантов Центра. В память о нём учебный центр стал именоваться Центром военных школ им. Райко Балача.

## Награды
- Орден Военных заслуг с серебряными мечами
- Орден Югославской Народной Армии с серебряной звездой
- Орден Военных заслуг с золотыми мечами
- Орден «За заслуги перед народом» с золотой звездой
- Орден Неманича (посмертно)